# Y'a un os dans la moulinette
Pour plus de détails, voir Fiche technique et Distribution.
Y'a un os dans la moulinette est une comédie française réalisé par Raoul André, sorti en 1974.

## Synopsis
Deux comédiens au chômage sont engagés par erreur en tant que détectives privés par un industriel en proie à un chantage. Pensant d'abord être invités à incarner des rôles, les deux comparses ne tardent pas à se rendre compte du malentendu et choisissent néanmoins d'entretenir l'illusion en résolvant l'affaire au mieux de leurs capacités. S'enchaîne alors une série d'imbroglios, de quiproquos et autres péripéties.

## Fiche technique
- Titre français : Y'a un os dans la moulinette
- Réalisation : Raoul André
- Scénario : Ken Finkleman
- Musique : Didier Vasseur
- Pays de production :  France
- Format : couleur
- Genre : comédie
- Durée : 90 minutes
- Date de sortie : 21 juin 1974

## Distribution
- Michel Galabru : Emile
- Paul Préboist : Montescourt
- Daniel Prévost : Bob
- Darry Cowl : Gaston
- Marion Game : Flora
- Kathy Fraisse : Isabelle
- Henri Guybet : Roscoff
- Christian Marin : Joseph
- Bernard Charlan
- Marcel Gassouk
- Anne Libert
- Virginie Vignon
- Alain Bouvette
- Nicole Argent : la concierge

## Box-office
- France : 333 126 entrées[1]